# Summer Glau
Summer Glau, född 24 juli 1981 i San Antonio i Texas, är en amerikansk skådespelerska och balettdansös. Hon har bland annat spelat River Tam i serien Firefly (2002) och filmen Serenity (2005). I Terminator: The Sarah Connor Chronicles spelade hon roboten Cameron Phillips. 2011 medverkade hon i serien The Cape där hon spelade bloggaren och journalisten Orwell.
Glau har även medverkat i serier som The Big Bang Theory, Angel, CSI: Crime Scene Investigation, Cold Case, The Unit, The 4400 samt Dollhouse.

## Filmografi (urval)
- 2002 – Angel, avsnitt Waiting in the Wings (gästroll i TV-serie)
- 2002–2003 – Firefly (TV-serie)
- 2003 – Cold Case, avsnitt Love Conquers Al (gästroll i TV-serie)
- 2004 – CSI: Crime Scene Investigation, avsnitt What's Eating Gilbert Grissom? (gästroll i TV-serie)
- 2005 – Serenity
- 2005–2007 – The 4400 (TV-serie)
- 2006 – Mammoth
- 2006–2007 – The Unit (TV-serie)
- 2008–2009 – Terminator: The Sarah Connor Chronicles (TV-serie)
- 2009–2010 – Dollhouse (TV-serie)
- 2009 – The Big Bang Theory, avsnitt The Terminator Decoupling (gästroll i TV-serie)
- 2011 – The Cape (TV-serie)
- 2013 – Knights of Badassdom